# As Simiya
As Simiya, en arabe : السيمياء, est un village du gouvernorat de Hébron, en Palestine, situé à 14 km à l'ouest de la ville d'Hébron,,.

## Population

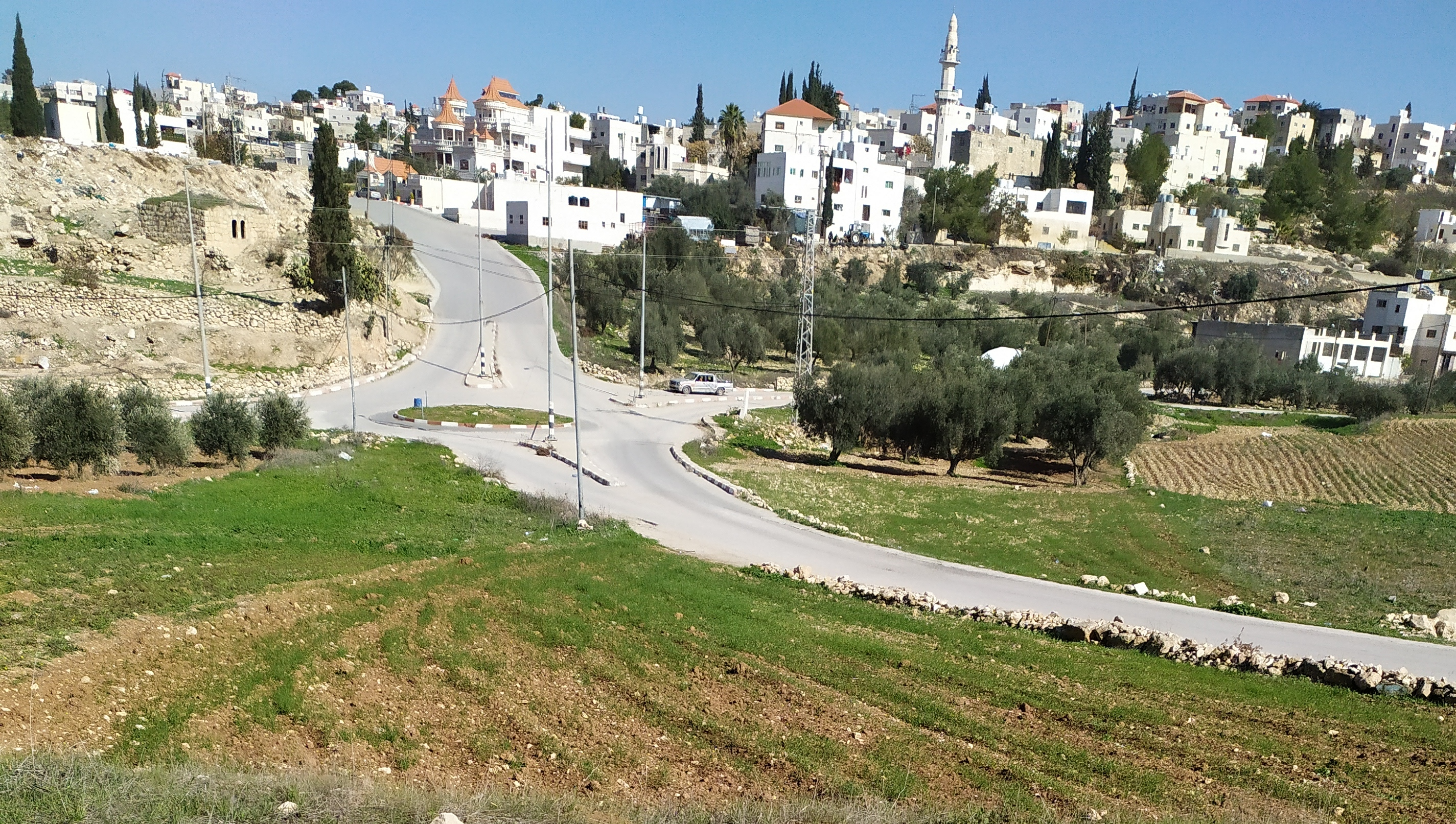
As Simiya

Selon le Bureau central palestinien des statistiques, la population de la région était de 1 225 habitants en 1997.